# فرودگاه لیلی‌استاد
فرودگاه لیلی‌استاد (به انگلیسی: Lelystad Airport) یک فرودگاه همگانی با کد یاتا LEY است که یک باند فرود آسفالت دارد و طول باند آن ۱۲۵۰ متر است. این فرودگاه در شهر لیلی‌استاد کشور هلند قرار دارد و در ارتفاع -۴ متری از سطح دریا واقع شده است.